# Zamieszki w Bombaju
Zamieszki w Bombaju (ob. Mumbaj) – od chwili uzyskania niepodległości przez Indie (15 sierpnia 1947 roku) miasto było świadkiem licznych zamieszek m.in. na tle podziałów językowych (żądania podziału stanu Bombaj na stan Maharasztra z językiem marathi i Gudżarat z gudżarati) i religijnych między hinduistami i muzułmanami. Jednak najbardziej znane z nich są zamieszki z grudnia 1992 i stycznia 1993 roku, w których zginęło 900 osób. Po nich nastąpił tzw. „Black Friday” 12 marca 1993 roku – zamachy zorganizowane przez szefa gangu Dawood Ibrahima i jego D-Company, w których zginęło 250-300 osób.
Punktem wyjścia dla tych zamieszek było zdarzenie z 6 grudnia 1992 roku w Ajodhja w stanie Uttar Pradesh. Tłum ekstremistów wyznania hinduistycznego rozebrał tam XVI-wieczny meczet Babri Masjid podczas konkwisty muzułmańskiej postawiony na miejscu honorującym przypuszczalne miejsce narodzin Ramy, wcielenia Wisznu.

## Odzwierciedlenie w sztuce
- Film indyjski w wersji fabularnej odwołuje się do tych wydarzeń w takich filmach jak np. Bombay, Black Friday, Zakhm czy Fiza.
- Fikcyjną historią gangu D-Company i jego szefa Dawood Ibrahima jest film Company.